# Uliński Hrabia
Uliński Hrabia – polski herb szlachecki, hrabiowska odmiana herbu Dołęga.

## Opis herbu
Opis z wykorzystaniem klasycznych zasad blazonowania:
Tarcza podzielona na 7, z polem sercowym oraz z dolnym polem w klin. W polu sercowym, błękitnym, podkowa srebrna z zaćwieczonym na barku takimż krzyżem kawalerskim i strzałą na opak między ocelami (Dołęga); w polu I błękitnym czerwonym między rogami półksiężyca srebrnego, nad którymi po gwieździe złotej, strzała o ostrzu srebrnym, drzewcu brązowym i upierzeniu różowym (sic!); w polu II czerwonym, rogacina roztłuczona w wąs, srebrna (Odrowąż); w polu III czerwonym tarcza srebrna z bordiurą złotą (Janina); w polu IV czerwonym krzywaśń srebrna z krzyżem kawalerskim złotym na górze (Szreniawa); w polu V, czerwonym, namiot srebrny zwieńczony krzyżem złotym, wsparty na palu brązowym (Namiot); w polu VI, czerwonym, gryf wspięty srebrny, o uzbrojeniu złotym i języku czerwonym (Gryf); w polu VII błękitnym rycerz w zbroi srebrnej, z takąż tarczą, na takim koniu, siedzący w siodle czerwonym, zabijający włócznią smoka zielonego (Pogoń Ruska). Nad tarczą korona hrabiowska, nad którą 5 hełmów z klejnotami, dwa dodatkowe klejnoty na hełmach trzymaczy: I skrzydło orle prawe brunatne (czarne) przeszyte strzałą w prawo; II pióropusz z piór pawich, trzyrzędowy, przeszyty strzałą jak w polu I w pas; III pióropusz z piór pawich, trzyrzędowy, na którym godło z pola II w prawo; IV ogon pawi; V między dwiema trąbami czerwonymi, wylotami ku górze na zewnątrz, z czterema złotymi dzwoneczkami każda, lew siedzący na wprost, srebrny; VI (na hełmie trzymacza) trzy wieże czerwone o trzech oknach, skrajne niższe, zwieńczone koronami złotymi; VII (na hełmie trzymacza) pół gryfa jak w polu VI, przytrzymującego trąbę wylotem do góry i w prawo. Labry I błękitne, podbite srebrem, pozostałe czerwone, podbite srebrem. Trzymacze: dwaj rycerze w zbrojach srebrnych, z mieczami o rękojeściach złotych przy pasach.
Znany jest też powyższy herb z dodanymi oznakami urzędu stolnika galicyjskiego: dołączonymi do herbu dwiema bordiurami: zewnętrzna błękitna w trójkąty złote, wewnętrzna w kwadraty naprzemiennie czerwone i srebrne (barwy Galicji i Lodomerii), oraz zwisającymi po obu stronach tarczy ozdobami.

## Najwcześniejsze wzmianki
Nadany z tytułem hrabiego Galicji i innych krajów dziedzicznych (hoch- und wohlgeboren, graf von) Augustynowi Ulińskiemu 2 czerwca 1779. Podstawą nadania tytułu było pochodzenie od kasztelana kamienieckiego Jana, patent szlachecki z 1775 roku, oraz sumienne pełnienie funkcji wiceprezydenta Sądu Apelacyjnego. Augustyn zmarł bezpotomnie 4 lata później i jego tytuł wygasł.

## Symbolika
Herb zawiera wywód genealogiczny obdarowanego w polach od II do IV i VI. Zupełnie nietypowo dla tego rodzaju herbów, pola V i VII oddają odleglejsze związki i to nawet nie pokrewieństwa osób ale koligacje rodów. Matka obdarowanego, Ludwika Stawska, była herbu Szreniawa. Babka ojczysta obdarowanego, Helena Dzieduszycka, była herbu Sas. Prababka ojczysta obdarowanego, Anna Sierakowska, była herbu Gryf. Prababka ojczysto-macierzysta, Marianna Suchodolska, była herbu Janina. Prababka macierzysta, Konstancja Cholewicka, była herbu Odrowąż.

## Herbowni
Jedna rodzina herbownych:
graf von Ulina-Uliński.